# Parti du monde des travailleurs
Le Workers World Party (WWP) est un parti politique communiste américain, fondé en 1959 par un groupe dirigé par Sam Marcy.
Le WWP publie un journal depuis 1959, intitulé Workers World, et un hebdomadaire depuis 1974.